# Shūkatsu
Shūkatsu (jap. 終活, dt. etwa „Lebensend-Aktivität“) ist eine Praxis in Japan, die auf das eigene Ableben gerichtet ist. Im Fokus steht die Organisation des eigenen Grabs und der eigenen Bestattung, doch meint der Begriff inzwischen auch allgemeiner eine Vorsorge in Bezug auf Pflege, lebensverlängernde Maßnahmen, das Aufräumen des eigenen Hauses, die Regelung des Nachlasses und andere Aktivitäten, die vor dem Sterben zu erledigen sind.
Der 2009 in einer Artikelserie der Wochenausgabe der Asahi Shinbun (Shūkan Asahi) geprägte Begriff inspirierte zahlreiche weitere Publikationen und Medienbeiträge sowie neue Berufsbilder, Begegnungsorte und Veranstaltungen und ermöglicht seitdem eine neue Art des Sprechens über das Tabuthema Tod.

## Etymologie
Der Begriff shūkatsu setzt sich zusammen aus den Schriftzeichen shū 終 (in der kun‘yomi auch als owari), dt. etwa „Ende“ bzw. in diesem Fall „Lebensende“, und katsu 活, das als Abkürzung für katsudō 活動, dt. „Tätigkeit, Aktivität“ steht. Somit ergibt sich eine Übersetzung als „auf das Lebensende gerichtete Tätigkeiten bzw. Aktivität des Lebensendes“. Um den Begriff vom Homophon shūkatsu 就活 für den Prozess der Arbeitssuche abzugrenzen, wird auch oft von owari no katsudō 終わりの活動, „Aktivität des Lebensendes“, gesprochen. Shūkatsu reiht sich als Begriff ein in einen Trend von Wortneuschöpfungen mit der Endung -katsu, die seit den 1990er Jahren immer neue zielgerichtete Aktivitäten beschreiben: etwa die Aktivität der Jobsuche shūkatsu 就活, die Suche nach einem Ehepartner/einer Ehepartnerin konkatsu 婚活 oder die Bemühung um das Schwangerwerden ninkatsu 妊活. Da diese Kanji-Komposita eigentlich Abkürzungen für Begriffe mit vier Kanji darstellen (z. B. konkatsu für kekkon katsudō 結婚活動), findet sich für shūkatsu gelegentlich auch die Verwendung shūen katsudō 終焉活動, die sich jedoch nicht durchgesetzt hat.

## Geschichte
Im Herbst 2009 erschien eine Artikelserie in der Wochenausgabe der Asahi Shinbun (Shūkan Asahi), die den Begriff erstmals prägte und definierte. Die Artikelserie beschäftigte sich mit aktuellen Entwicklungen auf dem Bestattungsmarkt und wollte Konsumenten animieren, sich vorab zu informieren und Preise zu vergleichen. Die Artikel erschienen 2010 gebündelt als Zeitschrift bzw. im Format des magazine book, kurz: MOOK. Weitere Publikationen anderer Verlage folgten. Seit 2013 gibt der Verlag der Sankei Shinbun eine eigene vierteljährlich erscheinende Zeitschrift mit dem Titel Shūkatsu Dokuhon Sonae (dt. Shūkatsu Lesebuch Sonae, wobei Sonae in der Doppelbedeutung von „Vorbereitung“ bzw. „Totenandacht“ gelesen werden kann) heraus. Eine weitere Zeitschrift ist Shūkatsu Café. Auch im Fernsehen laufen regelmäßig Reportagen. Auf TV Hokkaidō läuft samstags gar ein Format namens Shūkatsu TV. Die Einzelhandelskette AEON bietet in ihren Department Stores Shūkatsu Messen an, ebenso die Shūkatsu Counselor Association 終活カウンセラー協会 mit ihren sog. Shūkatsu Fesuta. Große Medienresonanz erfahren auch Events, bei denen Menschen schon einmal probeweise in einen Sarg steigen können, um sich auf diese Weise mit dem eigenen Sterben auseinanderzusetzen. Das öffentliche Interesse an shūkatsu stieg nicht zuletzt auch wegen des nationalen wie internationalen Erfolgs des Films Nokan – Die Kunst des Ausklangs aus dem Jahr 2008.
Ebenso tragen Autobiographien und Shūkatsu Manifeste von Prominenten zur größeren Wahrnehmung von shūkatsu bei. So hinterließ der mit 41 Jahren an einer seltenen Krankheit verstorbene Fernseh- und Radiokommentator Kaneko Tetsuo seine Memoiren unter dem Titel „Meine Art zu sterben – 500 Tage ending diary“ (『僕の死に方　エンディングダイアリー―500日の』, erschienen bei Shōgakkan).

## Gesellschaftlicher Hintergrund
Das Phänomen wird von der Bestattungsbranche selbst sowie von der nationalen und internationalen Presse vor dem Hintergrund des demographischen Wandels in Japan verstanden. Eine immer höhere Lebenserwartung wird einer niedrigen Geburtenrate gegenübergestellt, was entweder als demographischer Wandel bzw. als Alterung der Bevölkerung bezeichnet wird. Mit der Alterung der geburtenstarken Nachkriegsjahrgänge (die zwischen 1947 und 1949 geborenen, ähnlich wie die Babyboomer in Deutschland) steigt die Sterblichkeitsrate kontinuierlich bis zum Jahr 2040 an, das als peak death bezeichnet wird. Dies führt zu Platzmangel besonders in den dicht besiedelten Metropolen, was zu neuen Bestattungsritualen führt, wie etwa vollautomatisierten Förderband-Kolumbarien.
Ein weiterer Grund für die Zuwendung zum eigenen Sterben ist das komplizierte Familiengrabsystem, das mit einer kontinuierlichen, generationenübergreifenden Ahnenverehrung einhergeht. Dieses wurde in der Meiji-Verfassung rechtlich festgelegt und besagt, dass i. d. R. der älteste Sohn einer Stammfamilie (honke 本家) die Verantwortung für das Familiengrab erbt und für dessen Pflege, inklusive der Ahnenverehrungsrituale, zuständig ist. Nächstgeborene Söhne mussten ihr eigenes Familiengrab mit ihrer Ehepartnerin gründen und an die Kinder weitergeben. Die Weitergabe in Familien mit nur weiblichen Nachkommen gestaltete sich schwierig und wurde unterschiedlich gehandhabt. Nach dem Zweiten Weltkrieg wurde das dem zugrunde liegende ie-System (ie-seido 家制度) zwar abgeschafft, aber weiterhin nach Gewohnheitsrecht verfahren. Dies ändert sich nun, da zum einen immer mehr Menschen lebenslang unverheiratet (shōgai mikon 生涯未婚) und/oder kinderlos bleiben und zum anderen trotz Vorhandensein von Nachkommen die Elterngeneration jenen nicht mehr die Verantwortung für die Pflege des von Generation zu Generation weiterzugebenden Familiengrabs aufbürden will. Auch sind viele Gräber auf Grund von Wegzug der verantwortlichen Nachkommen „verwaist“ (mu’enbaka 無縁墓). Damit ist es notwendig geworden, sich über den Verbleib des Familiengrabs Gedanken zu machen. Neue Trends wie Umbettung (kaisō 改葬), Auflösung (o-haka-jimai お墓じまい), oder gar die vollständige Ablehnung eines Grabs (zero-sō ゼロ葬) sind entstanden.

## Kritik
Kritiker haben an der shūkatsu-Praxis ausgesetzt, dass es sich dabei nur um finanzielle und organisatorische Angelegenheiten wie die Organisation des Grabs und der Bestattung, nicht jedoch um eine spirituelle Auseinandersetzung mit dem eigenen Sterben (死生観) handelt. Letztlich laufe es nur auf ein „Business“ hinaus. Die shūkatsu-Industrie reagierte darauf mit einer Ausweitung des Begriffs, der nunmehr auch andere Aktivitäten enthalten soll.